# NGC 6753
NGC 6753 est une vaste galaxie spirale située dans la constellation du Paon. Sa vitesse par rapport au fond diffus cosmologique est de 3 107 ± 9 km/s, ce qui correspond à une distance de Hubble de 45,8 ± 3,2 Mpc (∼149 millions d'al). NGC 6753 a été découverte par l'astronome britannique John Herschel en 1836.
La classe de luminosité de NGC 6753 est II et elle présente une large raie HI. NGC 6753 émet dans l'infrarouge. Sa luminosité dans l'infrarouge lointain (de 40 à 400 µm) est égale à 63,1 × 109 {\displaystyle L_{\odot }} (1010,8{\displaystyle L_{\odot }}) et sa luminosité totale dans l'infrarouge (de 8 à 1 000 µm) est de 77,6 × 109 {\displaystyle L_{\odot }} (1010,89{\displaystyle L_{\odot }}).
À ce jour, deux mesures non basées sur le décalage vers le rouge (redshift) donnent une distance égale à 48,700 ± 35,780 Mpc (∼159 millions d'al), ce qui est, par pur hasard, à l'intérieur des valeurs de la distance de Hubble. Une des mesures est égale à 23,4 Mpc et l'autre à 74,0 Mpc. Notons que c'est avec la valeur moyenne des mesures indépendantes, lorsqu'elles existent, que la base de données NASA/IPAC calcule le diamètre d'une galaxie. Il vaudrait mieux ici utiliser la distance de Hubble, on obtiendrait alors une valeur d'environ 48,6 kpc (∼159 000 al).

## Morphologie
NGC 6753 a été utilisé par Gérard de Vaucouleurs comme une galaxie de type morphologique (R)SA(r)b dans son atlas des galaxies,.
Eskridge, Frogel et Pogge ont publié un article en 2002 décrivant la morphologie de 205 galaxies spirales rapprochées. Les observations ont été réalisées dans la bande H de l'infrarouge et dans la bande B (le bleu). Selon Eskridge et ses collègues, NGC 6097 est une galaxie spirale de type Sa. On observe au centre de cette galaxie une source ponctuelle brillante encastrée dans un bulbe légèrement elliptique. Il n'y a aucun signe de la présence d'une barre. Le bulbe est intégré dans une lentille. Au-delà de la lentille, on trouve un certain nombre de bras spiraux faiblement lumineux intégrés dans un disque de faible brillance de surface.

### Un disque entourant le noyau
Grâce aux observations du télescope spatial Hubble, on a détecté un disque de formation d'étoiles autour du noyau de NGC 6753. La taille de son demi-grand axe est estimée à environ 1 720 pc (∼5 610 al).

## Supernova
La supernova SN 2005cb a été découverte dans NGC 6753 le 13 mai 2005 par C. Jacques, C. Colesanti, E. Pimentel et T. Napoleao, une équipe brésilienne d'astronomes amateurs du groupe BRASS (Brazilian Supernovae Search). Cette supernova était de type Ia.

## Groupe de NGC 6753
Selon A. M. Garcia NGC 6753 fait partie d'un groupe de galaxies qui porte son nom. Le groupe de NGC 6753 renferme au moins sept membres : NGC 6753, NGC 6758, NGC 6780, IC 4832, IC 4856, ESO 384-26 et ESO 384-33.